# 繁田美貴
繁田 美貴（はんだ みき、1984年1月15日 - ）は、テレビ東京アナウンサー。

## 来歴
東京都出身。
桜蔭中学校・高等学校、千葉大学文学部卒業。
学生時代にオフィスパレット所属タレントとして芸能活動をしており、『轟轟戦隊ボウケンジャー』（テレビ朝日）の第4話にキョウコ役として出演するなど、女優並びにファッションモデルとして活動。
職務経歴
2007年、テレビ東京に入社。6月26日、『Opening Bell』にアナウンサーとして出演。
2007年7月より、『タカトシの空飛ぶチェリーパイ』に出演。
2008年4月より、『スポパラ』 『オニ発注』のナレーターを担当。また同年同月より『メガスポ!』の火曜を担当。 
2009年1月より、『少年タカトシ』に出演。
2009年5月より、『名言寄席』に出演。
2009年10月より、『イツザイS』に出演。
2010年に再結成された「ピンポン7」に、退社した大竹佐知に代わる新メンバーとして加入。
2010年10月より、『カラオケ★バトル』シリーズに出演。
2014年4月より、『THEカラオケ★バトル』に出演。
2014年10月より、『エンター・ザ・ミュージック』に出演。
2016年4月より、『ワタシが日本に住む理由』のアシスタントを担当（2019年秋に一旦産休。） 
2019年7月10日、第1子妊娠を発表し、同年11月より産休に入り、12月11日に第1子女児を出産し、2021年1月4日放送回から『ワタシが日本に住む理由』に復帰。

## 人物
- 趣味はカメラ[8]、長風呂[8]、料理[8]、散歩[8]、ショッピング。特技は金魚すくい[8]、オセロ[8]。
- バンド相対性理論のギタリスト・永井聖一とは友人[9]。
- 2016年7月15日、同期入社のテレビ東京の社員と結婚[10]。
- 身長163cm、血液型B型

## テレビ東京入社後の出演

### 現在の担当番組
- 所でナンじゃこりゃ!?（2014年 - ） - アシスタント
- ワタシが日本に住む理由（BSジャパン→BSテレ東、2016年4月11日 - 2019年秋・2021年1月4日 - ） - アシスタント [11][7]
- 昼サテ（2021年4月6日 - ） - 火曜・木曜担当キャスター[12]
- よじごじDays（2022年4月7日 - ） - 木曜担当アシスタント

### 過去の担当番組
- THEカラオケ★バトル（2014年4月23日 - 2019年9月29日）
- エンター・ザ・ミュージック（BSジャパン→BSテレ東、2014年10月7日 - 2019年秋）
- 所さんの学校では教えてくれないそこんトコロ!（2015年4月3日 - 2019年10月25日）
- その話…諸説アリ（2016年2月1日 - 22日、全4回）司会[13]
- TXNニュース（2007年 - 2019年秋）不定期でキャスター。
- Jナビ（2007年7月16日 - 2009年6月8日）
- アナオシ!（2009年5月24日 - 2010年2月27日）
- ピラメキーノ
- よじごじDays（中継リポーター）
- ゲンテイ王子が行く!〜本日解禁!新人アナが夏の限定情報総ざらい!〜（2007年7月1日）
- 出没!アド街ック天国SP（2007年7月7日、野口五郎と美濃市）生レポート
- サマチャレ'07〜アナウンサーは体力勝負!最新エクササイズでパンプアップ!〜（2007年7月8日）
- 隅田川花火大会
  - （2007年7月28日）ヘリコプター中継
  - （2011年8月27日・2016年7月30日）高橋英樹と共に司会
- NEWS MARKET 11（2007年8月20日） - ヒット予報
- Go!Go! E-TRAP（2007年7月9日 - 9月14日、隔々週＝3週につき1週担当）
- SANPO（不定期）
- 天下統一CG将軍（BSジャパン、2007年10月27日、2008年1月1日）
- 秘書のカガミ（2008年5月16日） - 関東テレビアナウンサー【天気予報担当】、本人役
- 東京☆女子アナクルーズ（2008年4月6日 - 9月28日）
- スポパラ オニ発注（2008年4月16日 - 9月24日） - ナレーター
- メガスポ!（2008年4月1日 - 2009年3月24日） - 火曜担当
- タカトシの空飛ぶチェリーパイ （2007年7月24日 - 2009年3月31日）- 髪型:頭上大 型シニヨン
- えいせい魂（BSジャパン、2009年3月15日 - 29日） - 「杉作J太郎の妄想恋愛」のDVD発売記念の特別編
- 少年タカトシ（BSジャパン、2009年1月10日 - 9月26日）
- 名言寄席（2009年5月8日 - 2010年3月26日）
- 田勢康弘の週刊ニュース新書（2008年10月4日 - 2009年3月28日、6月27日 - 2011年10月1日・ニュースコーナー担当 、2013年3月30日 - 2016年3月26日・ 番組進行役）
- E morning
  - 生活情報（水曜第2部進行）担当（2009年9月30日 - 2010年3月）
- イツザイS（2009年10月5日 - 2010年6月27日）
- 池上彰の選挙スペシャル（2010年7月11日）
- 世界を変える100人の日本人! JAPAN☆ALLSTARS（2009年1月16日、23日・松丸アナの代役で司会、1月30日、2月13日放送分・レポーター、4月3日からは正規メンバーとしてレギュラー出演）
- 今夜復活!田舎に泊まろう!2010年秋SP（2010年10月3日） - 徳光和夫と共に司会
- カラオケ★バトルシリーズ - 特番時代。各回共通で堺正章と共に司会
  - カラオケ★バトル5（2010年10月10日）
  - 新春カラオケ★バトル6（2011年1月1日）
  - カラオケ★バトル7（2011年10月2日）
  - 新春カラオケ★バトル8（2012年1月1日）
  - カラオケ★バトル9（2012年6月24日）
  - カラオケ★バトル10（2012年10月7日）
  - カラオケ★バトル 芸能界No.1決定戦（2012年12月2日）
  - 新春カラオケ★バトル11（2013年1月1日）
  - カラオケ★バトル 芸能界No.1決定戦2（2013年4月14日）
  - カラオケ★バトル 全国No.1選手権（2013年5月17日）
  - カラオケ★バトル 全国No.1選手権2（2013年8月30日）
  - カラオケ★バトル 芸能界No.1決定戦3（2013年10月13日）
  - 新春カラオケ★バトル12（2014年1月1日）
- 新春!お笑い名人寄席 ～時代を超える本物の名人芸～（2011年1月2日） - 東貴博と共に司会
  - 新春!お笑い名人寄席 （2012年1月2日・2013年1月2日） - 東貴博と共に司会
- 週末YY JUMPing（2010年10月 - 2011年3月）
- ブランニュー!（不定期）
- みんなとてれと（不定期）
- この日本人がスゴイらしい。 Brand New Japan（2010年10月22日 - 2011年4月24日）
- neo sports
  - 金曜担当（2009年4月3日 - 9月25日）
  - 月・金曜担当（2009年9月28日 - 2010年3月26日）
  - 火・水曜担当（2010年3月30日 - 6月23日）
  - 火曜担当（2010年6月29日 - 2011年9月27日）
- ドリームクリエイター（2011年5月 - 2012年3月） - 白石小百合との隔週MC
- もえ×こん（2012年4月9日 - 13日、4月18日 - 20日） - 紺野あさ美の代役MC
- 仰天クイズ! 珍ルールSHOW （2011年4月26日 - 2012年9月26日） - アシスタント
- ワールドビジネスサテライト（2007年10月2日 - 2008年9月22日・2010年10月8日 - 2013年3月22日） - 「トレンドたまご」担当
  - 代理出演（2007年8月29日、9月6日、9月7日、2013年4月22日、5月20日、6月3日、6月17日他）
- 毎日かあさん（2009年4月1日 - 2013年3月25日） - バラエティ部分
  - Hello!毎日かあさん（2011年4月4日 - 2013年3月29日）
- リバースエッジ 大川端探偵社 第7話（2014年5月31日） - リポーター役
- 大竹まことの金曜オトナイト（BSジャパン、2013年4月5日 - 2015年3月27日）
- 所でナンじゃこりゃ!?  - 進行
  - （2014年1月31日）[14]
  - （2014年6月6日）[15]
  - アノ大ヒット商品＆世界のフシギ映像連発SP (2021年9月10日)[16]
  - アノ有名企業の秘密＆世界中のフシギ映像大連発SP (2021年12月10日)[17]
  - 世界の衝撃映像連発＆ヒット商品の秘密を大公開 (2022年7月8日)[18]
  - （2022年10月21日）[19]
- 池上彰の経済教室（2014年4月20日 - 2015年3月28日） -  相内優香、狩野恵里と交代で出演
- にちようチャップリン（2021年9月4日、9月18日）
- よじごじDays（2021年9月29日） - 夏季休暇中の池谷実悠の代役

CM
- AT-X（2012年 - 不明）
- テレビ東京系列の携帯懸賞サイト「もばいるたまてばこ」のCM[リンク切れ][20]。サイト名称決定のCMは、3パターンいずれも遊園地の乗物に乗りながら「もばいるたまてばこ〜!」と絶叫するもの。なお、繁田は絶叫系の乗物がとても好きで、3つの乗物にそれぞれ4回乗ったとのことである[21]。

他局での出演
- めちゃ×2イケてるッ!春SP（フジテレビ、2010年4月10日） - 『イツザイS』との共同企画で、仕掛け人になって共演者の濱口優をダマシた

## テレビ東京入社前の出演
TV
- 情報新惑星（BS日テレ）
- えんため（中部日本放送）
- 轟轟戦隊ボウケンジャー（テレビ朝日）

CM
- ファイザー製薬 バイシン（2005年 - 2006年ごろ）